# Rybná nad Zdobnicí
Rybná nad Zdobnicí è un comune della Repubblica Ceca facente parte del distretto di Rychnov nad Kněžnou, nella regione di Hradec Králové.